# Pan Pacific Open
Pan Pacific Open – kobiecy turniej tenisowy kategorii WTA 500 zaliczany do cyklu WTA Tour. Rozgrywany na kortach twardych w japońskim Tokio (w 2019 roku w Osace).
W latach 1975–1983, 1986–1987 zawody rozgrywano we wrześniu, w latach 1984–1985 w grudniu, a w 1988 roku w kwietniu. W latach 1989–2007 odbywały się tydzień po Australian Open, na nawierzchni dywanowej w hali. W 2008 roku zmieniono termin rozgrywek na wrzesień, ze względu na letnie igrzyska olimpijskie, które odbyły się w Pekinie. Zmianie uległa również nawierzchnia, z dywanowej w hali na twardą. W latach 2020–2021 turniej się nie odbył z powodu pandemii COVID-19.

## Mecze finałowe

### gra pojedyncza
| Rok       | Zwyciężczyni                                 | Finalistka                                   | Wynik                                        |
| 2023      | Wieronika Kudiermietowa                      | Jessica Pegula                               | 7:5, 6:1                                     |
| 2022      | Ludmiła Samsonowa                            | Zheng Qinwen                                 | 7:5, 7:5                                     |
| 2020–2021 | Turniej anulowano z powodu pandemii COVID-19 | Turniej anulowano z powodu pandemii COVID-19 | Turniej anulowano z powodu pandemii COVID-19 |
| 2019      | Naomi Ōsaka                                  | Anastasija Pawluczenkowa                     | 6:2, 6:3                                     |
| 2018      | Karolína Plíšková                            | Naomi Ōsaka                                  | 6:4, 6:4                                     |
| 2017      | Caroline Wozniacki                           | Anastasija Pawluczenkowa                     | 6:0, 7:5                                     |
| 2016      | Caroline Wozniacki                           | Naomi Ōsaka                                  | 7:5, 6:3                                     |
| 2015      | Agnieszka Radwańska                          | Belinda Bencic                               | 6:2, 6:2                                     |
| 2014      | Ana Ivanović                                 | Caroline Wozniacki                           | 6:2, 7:6(2)                                  |
| 2013      | Petra Kvitová                                | Angelique Kerber                             | 6:2, 0:6, 6:3                                |
| 2012      | Nadieżda Pietrowa                            | Agnieszka Radwańska                          | 6:0, 1:6, 6:3                                |
| 2011      | Agnieszka Radwańska                          | Wiera Zwonariowa                             | 6:3, 6:2                                     |
| 2010      | Caroline Wozniacki                           | Jelena Diemientjewa                          | 1:6, 6:2, 6:3                                |
| 2009      | Marija Szarapowa                             | Jelena Janković                              | 5:2 krecz                                    |
| 2008      | Dinara Safina                                | Swietłana Kuzniecowa                         | 6:1, 6:3                                     |
| 2007      | Martina Hingis                               | Ana Ivanović                                 | 6:4, 6:2                                     |
| 2006      | Jelena Diemientjewa                          | Martina Hingis                               | 6:2, 6:0                                     |
| 2005      | Marija Szarapowa                             | Lindsay Davenport                            | 6:1, 3:6, 7:6(5)                             |
| 2004      | Lindsay Davenport                            | Magdalena Maleewa                            | 6:4, 6:1                                     |
| 2003      | Lindsay Davenport                            | Monica Seles                                 | 6:7(6), 6:1, 6:2                             |
| 2002      | Martina Hingis                               | Monica Seles                                 | 7:6(6), 4:6, 6:3                             |
| 2001      | Lindsay Davenport                            | Martina Hingis                               | 6:7(4), 6:4, 6:2                             |
| 2000      | Martina Hingis                               | Sandrine Testud                              | 6:3, 7:5                                     |
| 1999      | Martina Hingis                               | Amanda Coetzer                               | 6:2, 6:1                                     |
| 1998      | Lindsay Davenport                            | Martina Hingis                               | 6:3, 6:3                                     |
| 1997      | Martina Hingis                               | Steffi Graf                                  | walkower                                     |
| 1996      | Iva Majoli                                   | Arantxa Sánchez Vicario                      | 6:4, 6:1                                     |
| 1995      | Kimiko Date                                  | Lindsay Davenport                            | 6:1, 6:2                                     |
| 1994      | Steffi Graf                                  | Martina Navrátilová                          | 6:2, 6:4                                     |
| 1993      | Martina Navrátilová                          | Łarysa Neiland                               | 6:2, 6:2                                     |
| 1992      | Gabriela Sabatini                            | Martina Navrátilová                          | 6:2, 4:6, 6:2                                |
| 1991      | Gabriela Sabatini                            | Martina Navrátilová                          | 2:6, 6:2, 6:4                                |
| 1990      | Steffi Graf                                  | Arantxa Sánchez Vicario                      | 6:1, 6:2                                     |
| 1989      | Martina Navrátilová                          | Lori McNeil                                  | 6:7(3), 6:3, 7:6(5)                          |
| 1988      | Pam Shriver                                  | Helena Suková                                | 7:5 6:1                                      |
| 1987      | Gabriela Sabatini                            | Manuela Maleewa                              | 6:4, 7:6(6)                                  |
| 1986      | Steffi Graf                                  | Manuela Maleewa                              | 6:4, 6:2                                     |
| 1985      | Manuela Maleewa                              | Bonnie Gadusek                               | 7:6(2), 3:6, 7:5                             |
| 1984      | Manuela Maleewa                              | Claudia Kohde-Kilsch                         | 3:6, 6:4, 6:4                                |
| 1983      | Lisa Bonder                                  | Andrea Jaeger                                | 6:2, 5:7, 6:1                                |
| 1982      | Bettina Bunge                                | Barbara Potter                               | 7:6, 6:2                                     |
| 1981      | Ann Kiyomura                                 | Bettina Bunge                                | 6:4, 7:5                                     |
| 1980      | Billie Jean King                             | Terry Holladay                               | 7:5, 6:4                                     |
| 1979      | Billie Jean King                             | Evonne Goolagong                             | 6:4, 7:5                                     |
| 1978      | Virginia Wade                                | Betty Stöve                                  | 6:4, 7:6                                     |
| 1977      | Virginia Wade                                | Martina Navrátilová                          | 7:5, 5:7, 6:4                                |
| 1976      | Betty Stöve                                  | Margaret Court                               | 1:6, 6:4, 6:3                                |
| 1975      | Margaret Court                               | Evonne Goolagong                             | 6:7(4), 6:1, 7:5                             |
| 1974      | turniej nie odbył się                        | turniej nie odbył się                        | turniej nie odbył się                        |
| 1973      | Billie Jean King                             | Nancy Richey                                 | 7:6, 5:7, 6:3                                |

### gra podwójna
| Rok        | Zwyciężczynie                                | Finalistki                                   | Wynik                                        |
| 2023       | Ulrikke Eikeri Ingrid Neel                   | Eri Hozumi Makoto Ninomiya                   | 3:6,. 7:5, 10–5                              |
| 2022       | Gabriela Dabrowski Giuliana Olmos            | Nicole Melichar-Martinez Ellen Perez         | 6:4, 6:4                                     |
| 2020–2021  | Turniej anulowano z powodu pandemii COVID-19 | Turniej anulowano z powodu pandemii COVID-19 | Turniej anulowano z powodu pandemii COVID-19 |
| 2019       | Chan Hao-ching Latisha Chan                  | Hsieh Su-wei Hsieh Yu-chieh                  | 7:5, 7:5                                     |
| 2018       | Miyu Katō Makoto Ninomiya                    | Andrea Sestini Hlaváčková Barbora Strýcová   | 6:4, 6:4                                     |
| 2017       | Andreja Klepač María José Martínez Sánchez   | Darja Gawriłowa Darja Kasatkina              | 6:3, 6:2                                     |
| 2016       | Sania Mirza Barbora Strýcová                 | Liang Chen Yang Zhaoxuan                     | 6:1, 6:1                                     |
| 2015       | Garbiñe Muguruza Carla Suárez Navarro        | Chan Hao-ching Chan Yung-jan                 | 7:5, 6:1                                     |
| 2014       | Cara Black Sania Mirza                       | Garbiñe Muguruza Carla Suárez Navarro        | 6:2, 7:5                                     |
| 2013       | Cara Black Sania Mirza                       | Chan Hao-ching Liezel Huber                  | 4:6, 6:0, 11–9                               |
| 2012       | Raquel Kops-Jones Abigail Spears             | Anna-Lena Grönefeld Květa Peschke            | 6:1, 6:4                                     |
| 2011       | Liezel Huber Lisa Raymond                    | Gisela Dulko Flavia Pennetta                 | 7:6(4), 0:6, 10–6                            |
| 2010       | Iveta Benešová Barbora Záhlavová-Strýcová    | Szachar Pe’er Peng Shuai                     | 6:4, 4:6, 10–8                               |
| 2009       | Alisa Klejbanowa Francesca Schiavone         | Daniela Hantuchová Ai Sugiyama               | 6:4, 6:2                                     |
| 2008       | Vania King Nadieżda Pietrowa                 | Lisa Raymond Samantha Stosur                 | 6:1, 6:4                                     |
| 2007       | Lisa Raymond Samantha Stosur                 | Vania King Rennae Stubbs                     | 7:6(6), 3:6, 7:5                             |
| 2006       | Lisa Raymond Samantha Stosur                 | Cara Black Rennae Stubbs                     | 6:2, 6:1                                     |
| 2005       | Janette Husárová Jelena Lichowcewa           | Lindsay Davenport Corina Morariu             | 6:4, 6:3                                     |
| 2004       | Cara Black Rennae Stubbs                     | Magdalena Maleewa Jelena Lichowcewa          | 6:0, 6:1                                     |
| 2003       | Jelena Bowina Rennae Stubbs                  | Lindsay Davenport Lisa Raymond               | 6:3, 6:4                                     |
| 2002       | Rennae Stubbs Lisa Raymond                   | Roberta Vinci Els Callens                    | 6:1, 6:1                                     |
| 2001       | Rennae Stubbs Lisa Raymond                   | Anna Kurnikowa Iroda Tulyaganova             | 7:6(5), 2:6, 7:6(6)                          |
| 2000       | Martina Hingis Mary Pierce                   | Alexandra Fusai Nathalie Tauziat             | 6:4, 6:1                                     |
| 1999       | Lindsay Davenport Natalla Zwierawa           | Martina Hingis Jana Novotná                  | 6:2, 6:3                                     |
| 1998       | Martina Hingis Mirjana Lučić                 | Lindsay Davenport Natalla Zwierawa           | 7:5, 6:4                                     |
| 1997       | Lindsay Davenport Natalla Zwierawa           | Martina Hingis Gigi Fernández                | 6:4, 6:3                                     |
| 1996       | Gigi Fernández Natalla Zwierawa              | Irina Spîrlea Mariaan de Swardt              | 7:6(7), 6:3                                  |
| 1995       | Gigi Fernández Natalla Zwierawa              | Lindsay Davenport Rennae Stubbs              | 6:0, 6:3                                     |
| 1994       | Pam Shriver Elizabeth Smylie                 | Martina Navrátilová Manon Bollegraf          | 6:0, 6:3                                     |
| 1993       | Martina Navrátilová Helena Suková            | Lori McNeil Rennae Stubbs                    | 6:4, 6:3                                     |
| 1992       | Arantxa Sánchez Vicario Helena Suková        | Martina Navrátilová Pam Shriver              | 7:5, 6:1                                     |
| 1991       | Kathy Jordan Elizabeth Smylie                | Mary Joe Fernández Robin White               | 4:6, 6:0, 6:3                                |
| 1990       | Gigi Fernández Elizabeth Smylie              | Jo-Anne Faull Rachel McQuillan               | 6:2, 6:2                                     |
| 1989       | Katrina Adams Zina Garrison                  | Mary Joe Fernández Claudia Kohde-Kilsch      | 6:3, 3:6, 7:6(5)                             |
| 1988       | Pam Shriver Helena Suková                    | Gigi Fernández Robin White                   | 4:6, 6:2, 7:6(5)                             |
| 1987       | Anne White Robin White                       | Katerina Maleewa Manuela Maleewa             | 6:1, 6:2                                     |
| 1986       | Bettina Bunge Steffi Graf                    | Katerina Maleewa Manuela Maleewa             | 6:1, 6:7(4), 6:2                             |
| 1985       | Claudia Kohde-Kilsch Helena Suková           | Marcella Mesker Elizabeth Sayers-Smylie      | 6:0, 6:4                                     |
| 1984       | Claudia Kohde-Kilsch Helena Suková           | Elizabeth Sayers Catherine Tanvier           | 6:4, 6:4                                     |
| 1984- 1976 | turniej deblowy nie odbywał się              | turniej deblowy nie odbywał się              | turniej deblowy nie odbywał się              |
| 1975       | Margaret Court Evonne Goolagong              | Helen Gourlay Ann Kiyomura                   | 6:1, 7:5                                     |
| 1974       | turniej nie odbył się                        | turniej nie odbył się                        | turniej nie odbył się                        |
| 1973       | Laura duPont Kristien Kemmer                 | Nancy Richey Karen Krantzcke                 | 8:6                                          |